# Ruhlsdorf (Strausberg)
Ruhlsdorf ist ein Wohnplatz des Ortsteils Hohenstein der Stadt Strausberg im brandenburgischen Landkreis Märkisch-Oderland östlich von Berlin. Es hat 44 Einwohner.

## Geographie
Ruhlsdorf liegt auf der Grundmoränenhochfläche des Barnim. Etwa acht Kilometer westlich befindet sich die Kernstadt Strausberg. Während im Westen und in der unmittelbaren Umgebung des Ortes landwirtschaftlich genutzte Flächen dominieren, ist die östliche Umgebung stärker bewaldet, ebenso teilweise die nördliche Umgebung. Nach Osten geht die Landschaft des Barnim in die Märkische Schweiz über. Südlich des Dorfes befindet sich das Naturschutzgebiet Ruhlsdorfer Bruch mit dem Ruhlsdorfer See, dem das Lichtenower Mühlenfließ (auch Zinndorfer Mühlenfließ, Zinndorfer Fließ, oder Garzower Mühlenfließ) entspringt. Der 22,8 Kilometer lange Bach entwässert die Barnim-Hochfläche um Garzau-Garzin in den Elsensee. Die Wasser des Elsensees, südwestlichstes Glied der Kageler Seenkette, gelangen über den Baberowsee → Bauernsee → Liebenberger See in die Löcknitz und werden damit der Spree zugeführt.

## Geschichte
1480 kam Ruhlsdorf in den Besitz des Adelsgeschlechts von Pfuel.

## Tourismus
In Ruhlsdorf gibt es einen Reiterhof. Der Ort befindet sich im westlichen Teil des Naturparks Märkische Schweiz.

## Verkehrsanbindung
Mit der Kernstadt Strausberg ist Ruhlsdorf durch eine Landstraße verbunden. Ca. drei Kilometer östlich von Ruhlsdorf verläuft die Bundesstraße Müncheberg–Prötzel (B 168).